# Ompok hypophthalmus
Ompok hypophthalmus är en fiskart som först beskrevs av Bleeker, 1846.  Ompok hypophthalmus ingår i släktet Ompok och familjen malfiskar. Inga underarter finns listade i Catalogue of Life.